# تمرد هوكبالاهاب
تمرد هوكبالاهاب هو تمرد نظم من قِبل هوكبالاهاب أو الجنود المعادين للجيش الياباني ضد الحكومة الفلبينية خلال فترة الاحتلال الياباني للفلبين عام 1942 واستمر في الفترة الرئاسية لمانويل روكساس وانتهى في عام 1954 تحت ظل حكومة رامون ماجسايساي.

## خلفية الأحداث
أثناء الاحتلال الياباني للفلبين، أنشأ ثوار هوكبالاهاب جيش مقاومة يتكون إلى حد كبير من المزارعين لمناهضة القوات اليابانية في لوزون الوسطى. أنشأت مقاومة ثوار هوك -كما أصبحت تُعرف شعبيًا- معقلًا ضد اليابانيين في القرى من خلال حرب العصابات. خلال هذا الوقت، عزّز ثوار هوك حمايتهم للمنطقة، وسادت العدالة في ظل سيطرتهم.
تميّزت الفترة بعد التحرر من اليابان بالفوضى. نزعت الحكومة الفلبينية -بتحريض من الولايات المتحدة الأمريكية- سلاح ثوار هوك واعتقلتهم؛ بسبب الزعم بكونهم شيوعيين. أصبحت ممارسة المضايقات والإساءات بحق النشطاء الفلاحين أمرًا شائعًا، إذ طاردتهم قوات جيش الولايات المتحدة في الشرق الأقصى (USAFFE) والشرطة الفلبينية (الشرطة المدنية). كانت الإصابات في صفوف المدنيين كبيرة، وقرر ثوار هوك الانسحاب إلى الجبال والعودة إلى نمط حياة العصابات.

## التغيير الاجتماعي قبل الحرب في لوزون الوسطى
شهدت أواخر العقد الأول من القرن التاسع عشر وأوائل القرن العشرين فتح السوق الفلبينية للاقتصاد الأمريكي بسبب النصر الأمريكي في كل من الحرب الإسبانية الأمريكية في عام 1898 والحرب الفلبينية الأمريكية في عام 1902. تميّز وصول الأمريكيين بتوسّع الرأسمالية التي أدخلها الإسبان مسبقًا في نظام الإنكوميندا، فكانت هناك زيادة هائلة في حجم التجارة الحرة بين الفلبين والولايات المتحدة. فضّل ملاك الأراضي المحاصيل النقدية لتصديرها إلى الولايات المتحدة، مثل التبغ وقصب السكر، على الأرز المعتاد أو الحبوب، ما أدى إلى تزويد المزارعين الفلاحين بكميات أقل من الأغذية الأساسية.
شهدت هذه الفترة انهيار الهياكل الاجتماعية التي حافظ عليها الإسبان لأكثر من ثلاثة قرون. حضر ملاك الأراضي في السابق المناسبات الاجتماعية مثل حفلات الزفاف والتعميد التي أقامها المستأجرون، وتعهّدوا بتقديم الطعام خلال الحفلات وأجرَوا عمليات تفتيش للأراضي. ساعد ملاكُ الأراضي المستأجرين في أوقات الشدة، وخاصة المالية منها، وكان ينظر إليهم على أنهم حماة لهم من الرهبان والمسؤولين الحكوميين.
تغيرت أنماط إدارة المزارع أيضًا. أراد ملاك الأراضي التقليديون تحديث مزارعهم وتوظيف المزارعين المستأجرين بصفتهم عمّالًا بالأجرة بعقود قانونية بهدف زيادة أرباحهم. غيّر هذا العلاقات الاجتماعية في الريف، كما اتضح من تعليقات أحد ملاك الأراضي في نويفا إيسيا: «في الأيام الخوالي ... كانت العلاقة بين المالك والمستأجر علاقة أبوية حقيقية. عدّ المالك نفسه جَدًّا لجميع المستأجرين، لذا كان مهتمًا بجميع جوانب حياتهم. ... ولكن كان لا بد من تغيير النظام مع مرور الوقت لأن المزرعة يجب أن تقوم على أساس اقتصادي سليم .. إن العلاقة بين المستأجر والمالك هي شراكة تجارية، لا عائلية. يستثمر المالك رأس المال في الأرض، ويؤدي المستأجرون عملهم ... كنت متحمسًا بشأن تشغيل آلات حديثة مثل المزارع الحديثة التي رأيتها في الولايات المتحدة. ... الآلة الوحيدة هنا هي درّاسة الأرز الياباني. ... وفي الوقت نفسه أحاول أن أجعل المستأجرين يفعلون ما أقول كي تصبح الأرض أكثر إنتاجية. إذا أخبرت الآلة بشيء ما فسوف تقوم به. لكن الأمر ليس كذلك مع المستأجرين».
عندما استخدم الملاك أراضيهم من أجل المحاصيل النقدية، تُركت المزارع للحرّاس. كانت هناك اضطرابات متزايدة بين الفلاحين، تميّزت باحتجاجات صغيرة ضد ملّاك أراضيهم. كان هذا الوضع قائمًا بشكل خاص في منطقة لوزون الوسطى في الفلبين. كانت الفجوة المفاجئة والكبيرة بين المالك والمستأجر هي السبب الرئيس لاضطرابات الفلاحين.

## نمو منظمات الفلاحين
مع بقاء الفلاحين دون عمل وتفضيل المحاصيل النقدية على الأغذية الأساسية، بدأ الفلاحون التسوّل والسرقة من مستودعات الأرز التابعة للحكومة. ساد اليأس خلال هذا العقد المضطرب. شهدت أوائل ثلاثينيات القرن العشرين تشكيل العديد من نقابات الفلاحين بما في ذلك:
- ساماهانغ ماغساساكا.
- كابيسانغ تيلز.
- أناكبويس.
- ساكدال.

أغومان دينغ مالدينغ تالاباغوبرا (AMT؛ الاتحاد العام للعمال).
كاليبونانغ بامبانسا نغ مغا ماغساساكا نغ فيلبيناس (KPMP، المجلس الوطني للفلاحين في الفلبين).
هدفت هذه الحركات إلى العودة إلى نظام الإيجار التقليدي. ومع ذلك، تغيرت وسائل الاحتجاج، فقد كانت هناك إضرابات والتماسات للمسؤولين الحكوميين، بمن فيهم الرئيس، وعرضوا القضايا أمام المحاكم ضد الملّاك، وترشّحوا للمناصب المحلية وفازوا بها.
في عام 1939، اندمجت أكبر منظمتين للفلاحين: الاتحاد العام للعمال (AMT) بسبعين ألف عضو مع المجلس الوطني للفلاحين في الفلبين (KPMP) بستين ألف عضو. شاركوا في انتخابات الأربعينيات من القرن العشرين من خلال الانضمام إلى حزب بارتيدو سوسياليستا نغ فيليبناس (PSP)، وهو حزب سياسي للفلاحين في الريف، وترشّحوا بقائمة كاملة من مرشحي الجبهة الشعبية في بامبانغا. على الرغم من أن بيدرو عباد سانتوس -مؤسس PSP- لم يفز بمقعد، أصبح حزبه مرتبطًا بحركات الفلاحين وفي النهاية ارتبط بثوار هوك. كان لويس تاروك -القائد الأعلى المستقبلي لثوار هوك- ذراعه الأيمن.

## التمرد

### اليابان
في ديسمبر 1941، غزا الجيش الياباني الفلبين. لم يكن لدى البلاد الإمكانيات العسكرية الكافية لحماية مواطنيها واحتاجت إلى مساعدة الولايات المتحدة بقيادة قوات جيش الولايات المتحدة في الشرق الأقصى (USAFFE) للدفاع عن البلاد. ومع ذلك، حارب الفلاحون في لوزون الوسطى اليابانيين من أجل بقائهم على قيد الحياة. مهّدت حركات الفلاحين المنظَّمة -في ثلاثينيات القرن العشرين في لوزون الوسطى- الظروف لتأسيس مقاومة منظّمة ضد اليابانيين. خلال الاحتلال الياباني، أصبحت المنظمة حكومة سياسية سرّيّة بلجنة عسكرية تعمل بكامل طاقتها وتتألف من 67 سَريّة في عام 1944.
في 29 مارس 1942، قرر 300 من قادة الفلاحين تشكيل هوكبالاهاب أو Hukbo ng Bayan Laban sa Hapon. يمثل هذا الحدث اللحظة التي أصبحت فيها حركة الفلاحين جيش حرب عصابات. جمع ثوار هوك الأسلحة من المدنيين، ومن القوات الأمريكية والفلبينية المتراجعة ومنعوا أعمال اللصوصية. بحلول سبتمبر 1942، كان هناك 3000 من ثوار هوك يحملون السلاح. وبحلول عام 1946 بلغ عدد ثوار هوك 10 آلاف تقريبًا. تألّف جيش هوك من السريات، وتألفت السريات من الفرق. في بلدة تالافيرا وحدها -في نويفا إيسيا- كانت هناك 3 سريات مع حوالي 200 رجل في كل منها.
كان كبار قادتها هم كاستو أليخاندرينو (AMT، PSP)، وفيليبا كولالا (KPMP)، وبرناردو بوبليت (AMT)، ولويس تاروك (AMT، PSP)، وكان تاروك القائد العسكري الأعلى. ادعى الشيوعيون أن جيش هوكبالاهاب تقوده الشيوعية. ومع ذلك، قبل الحرب، ما كان لأي من كبار القادة أي صلة بالحزب الشيوعي في الفلبين Partido Komunista ng Pilipinas، وتشير المقابلات التي أجراها لاحقًا كيركفليت مع الأعضاء أيضًا إلى عدم التحيّز تجاه أي أيديولوجية.
استقبل القرويون ثوار هوك بحفاوة ونظروا إليهم على أنهم حُماتهم من انتهاكات اليابانيين. كانت القومية والتعاطف والبقاء والانتقام جميعها بمثابة الدوافع الأساسية لدى الناس للانضمام. أولئك الذين لم يتمكنوا من الانضمام إلى جيش حرب العصابات، انضموا إلى الحكومة السرية عبر «جمعياتها في الأحياء المحوَّلة سرًا»، والتي يطلق عليها Barrio United Defense Corp (BUDC).
حاول جيش هوكبالاهاب أيضًا تجنيد من هم خارج لوزون الوسطى، ولكن ذلك لم يكن ناجحًا. ومع ذلك، حارب ثوار هوك جنبًا إلى جنب مع القوات المحلية التابعة لجيش الكومنولث الفلبيني والشرطة الفلبينية وقوات جيش الولايات المتحدة في الشرق الأقصى، ما ساعد على صدّ الغزو الياباني للفلبين.